# Ragtime (Musical)
Ragtime ist ein Musical von Stephen Flaherty (Musik), Terrence McNally (Buch) und Lynn Ahrens (Texte) aus dem Jahr 1996. Das Buch basiert auf dem gleichnamigen  Roman von  E. L. Doctorow, der 1975 erschien.

## Aufführungen
Die Idee zu dem Musical geht auf Garth Drabinsky zurück, der mit seiner Firma Livent Inc. schon mehrere Konzept-Musicals nach literarischen Vorbildern erfolgreich produziert hatte, z. B. Kuss der Spinnenfrau. Er gewann die Unterstützung des skeptischen E. L. Doctorow für das Projekt, der noch wegen der aus seiner Sicht einseitigen Umsetzung des Stoffs als Film haderte. Mitte 1994 lag bereits das Buch vor, das in zahlreichen Lesungen und Workshops zum Musical weiterentwickelt wurde.
Ragtime wurde am 8. Dezember 1996 in Toronto erstaufgeführt. Die US-Premiere war 1997 in Los Angeles und die Produktion hatte ihre Broadway-Erstaufführung am 18. Januar 1998 im neu eröffneten Ford Center for the Performing Arts, sie endete am 16. Januar 2000 und kam dabei auf insgesamt 834 Vorstellungen und 27 Previews. Regie führte Frank Galati, die Choreografie erarbeitete Graciela Daniele. Die Produktion bekam gemischte Kritiken, war aber ein Publikumserfolg und erhielt 1998 die meisten Tony Award Nominierungen (13 Nominierungen in zwölf von insgesamt 21 Kategorien), musste sich bei der Preisverleihung aber in den meisten Kategorien dem König der Löwen geschlagen geben. Wohl auch aufgrund der hohen Produktionskosten von 11 Mio. $ musste die Produktionsfirma schließlich Konkurs anmelden.
2003 folgte die Londoner West End Premiere. 2009 kam es kurzfristig mit einer weniger aufwändigen Produktion am Broadway zu einer Neuauflage, und auch 2012 in Kanada und London, allerdings alle mit mäßigem Erfolg. Die Kritik erklärt dies dadurch, dass ein sozialkritischer Stoff in den USA nur erfolgreich sein könne, wenn es den Amerikanern wirtschaftlich gut gehe.
Die deutschsprachige Erstaufführung (mit englischen Songtexten und deutschen Dialogen) fand am 18. September 2015 im Staatstheater Braunschweig in einer Inszenierung von Philipp Kochheim statt. Die aufwändige Produktion wurde sowohl von der Kritik als auch dem Publikum begeistert aufgenommen.

## Handlung
Ragtime folgt weitgehend der Romanvorlage und erzählt die Geschichte dreier Gruppen von Einwanderern in den USA des frühen 20. Jahrhunderts: Afro-Amerikaner, die von Coalhouse Walker Jr., einem Jazzpianisten aus Harlem, repräsentiert werden; Weiße aus der Oberschicht, angeführt von Mutter, der Matriarchin der Familie aus New Rochelle, New York; und Immigranten aus Osteuropa, deren Hauptfigur Tateh, ein Jude aus Lettland, darstellt.
Coalhouse verlangt nach Gerechtigkeit und gesellschaftlicher Anerkennung, wird jedoch nach ersten Erfolgen zum Opfer rassistischer Gewalt und driftet schließlich als eine Art amerikanischer Michael Kohlhaas selbst in die Illegalität ab. Tateh versucht, in der Neuen Welt Fuß zu fassen und den amerikanischen Traum vom Tellerwäscher zum Millionär wahr werden zu lassen. Und Mutter sehnt sich nach Liebe und Geborgenheit, für die sie sogar ihr Zuhause im vornehmen Vorort New Rochelle hinter sich lassen würde.
Die Erzählung beinhaltet viele historische Figuren des frühen 20. Jahrhunderts. Unter anderem: Harry Houdini, Evelyn Nesbit, Booker T. Washington, Emma Goldman, Henry Ford.

## Musiknummern
Das weitgehend durchgesungene Musical besteht vor allem aus Märschen, Gospel-, Cakewalk- und Ragtime-Nummern.
| 1. Akt - Prologue: Ragtime – Company - „Goodbye, My Love“ – Mother - „Journey On“ – Father, Mother, and Tateh - „The Crime of the Century“ ‡ – Evelyn Nesbit and Company - „What Kind of Woman“ ° – Mother, Kathleen, Little Boy, Younger Brother - „A Shtetl iz Amereke“ ° – Immigrants - „Success“ ° – Tateh, J.P. Morgan, Harry Houdini, Emma Goldman, and Company - „His Name Was Coalhouse Walker“ ° – Coalhouse and Company - „Gettin' Ready Rag“ – Coalhouse and Company - „Henry Ford“ ‡ – Henry Ford and Company - „Nothing Like the City“ ° – Mother, Edgar, Tateh, and Little Girl - „Your Daddy’s Son“ – Sarah - „The Courtship“ ° – Mother, Younger Brother, Grandfather, Brigit, and Company - „New Music“ – Father, Mother, Younger Brother, Coalhouse, Sarah, and Company - „Wheels of a Dream“ – Coalhouse and Sarah - „The Night That Goldman Spoke at Union Square“ ‡ – Younger Brother, Emma Goldman, and Company - „Gliding“ – Tateh - „The Trashing of the Car“ ° – Orchestra - „Justice“ ‡ ° – Coalhouse and Company - „President“ ‡ ° – Sarah - „Till We Reach That Day“ – Sarah’s Friend and Company | 2. Akt - Entr'acte ° – Orchestra - „Harry Houdini, Master Escapist“ ≠ ° – Harry Houdini and Edgar - „Coalhouse’s Soliloquy“ ° – Coalhouse - „Coalhouse Demands“ ‡ ° – Coalhouse, Booker T. Washington, and Company - „What a Game“ – Father, Edgar, and Men - „Fire in the City“ ° – Orchestra - „New Music (Reprise)“ ° – Father - „Atlantic City“ ‡ ° – Evelyn Nesbit, Harry Houdini, and Company - „Buffalo Nickel Photoplay, Inc.“ ° – Tateh - „Our Children“ – Mother and Tateh - „Harlem Nightclub“ ° – Orchestra - „Sarah Brown Eyes“ ° – Coalhouse and Sarah - „He Wanted to Say“ ‡ – Younger Brother, Emma Goldman, and Coalhouse’s Gang - „Back to Before“ ° – Mother - „Look What You’ve Done“ ° – Booker T. Washington and Company - „Make Them Hear You“ – Coalhouse - Epilogue: Ragtime / „Wheels of a Dream“ (reprise) – Company |

- ° nicht auf Konzeptalbum
- ‡ gekürzt in der Wiederaufnahme
- ≠ gestrichen in der Wiederaufnahme

## Auszeichnungen
Tony Award 1998
- Bestes Musicallibretto (Terrence McNally)
- Beste Originalmusik (Lynn Ahrens, Stephen Flaherty)
- Beste Nebendarstellerin in einem Musical (Audra McDonald)
- Beste Orchestrierung (William David Brown)

Drama Desk Award 1998
- Musical
- Buch (Terrence McNally)
- Musik (Stephen Flaherty)
- Songtexte (Lynn Ahrens)
- Orchestrierung (William David Brown)

Laurence Olivier Award 2004
- Beste Darstellerin in einem Musical (Maria Friedman)

Drama Desk Award 2010
- Sound-Design (Acme Sound Partners)

## Aufnahmen
- Songs from Ragtime  - The Musical (CD), Konzeptalbum, BMG, 1996
- Ragtime - The Musical (2CD), Original Broadway Cast, BMG, 1998